# Petro Kossatsch

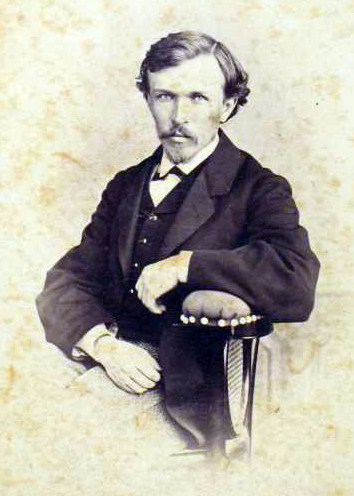
Petro Kossatsch

Petro Antonowytsch Kossatsch (ukrainisch Петро Антонович Косач, russisch Пётр Антонович Косач Pjotr Antonowitsch Kossatsch; * 20. Dezember 1841jul. / 1. Januar 1842greg. in Mglin, Gouvernement Tschernigow, Russisches Kaiserreich; † 2. Apriljul. / 15. April 1909greg. in Kiew, Gouvernement Kiew, Russisches Kaiserreich) war ein ukrainischer Anwalt, Pädagoge, Philanthrop und Staatsrat.

## Leben

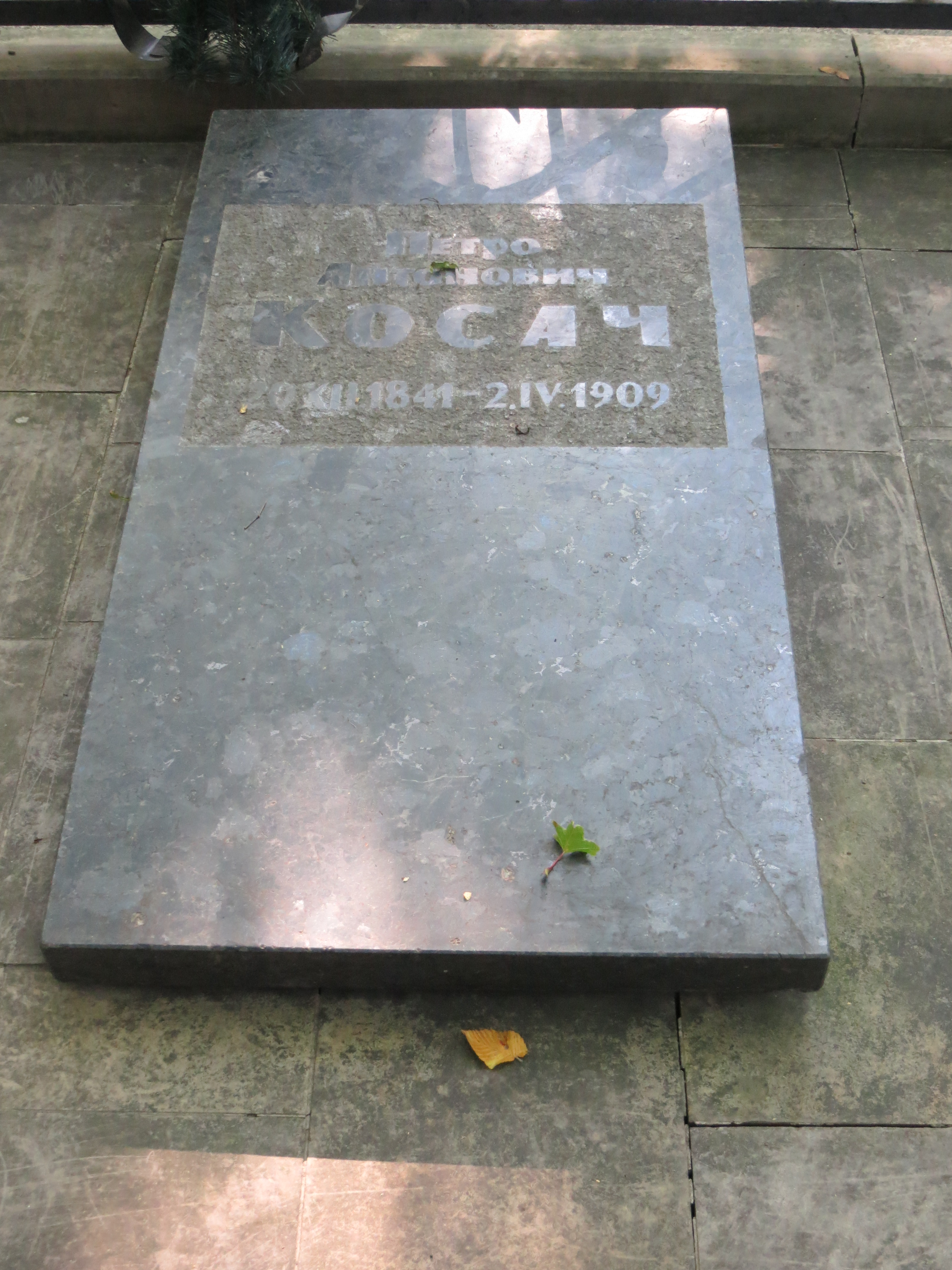
Kossatschs Grab auf dem Kiewer Baikowe-Friedhof

Petro wuchs nach dem Tod seiner Mutter (November 1848) bei der älteren Schwester seiner Mutter auf. 1859 begann er ein Mathematikstudium an der Universität in Sankt Petersburg, wechselte nach einem Jahr jedoch zum Studienfach Recht.
Weil er sich an Studentenunruhen beteiligt hatte, wurde er nach zwei Jahren von der Universität verwiesen, zog nach Kiew und studierte weiter an der St.-Wladimir-Universität, an der er 1864 sein Jurastudium abschloss und den Grad eines Kandidaten für Rechtswissenschaft erhielt.
Während seines Studiums in Kiew wurde Kossatsch Mitglied der Hromada (Стара громада Alte Gemeinschaft), einer Organisation der ukrainischen Intelligenz, die sich mit öffentlichen, kulturellen und pädagogischen Aktivitäten befasste, veröffentlichte mit den Schmetterlinge genannten Broschüren Schriften zur Aufklärung des Volkes in ukrainischer Sprache und unterrichtete in Sonntagsschulen. Nachdem er sein Jurastudium absolviert hatte, arbeitete er an der Kammer des Strafgerichtshofs in Kiew und nach seiner Dissertation wurde er 1865 Assistent des Gouverneurs der Kanzlei in der Justizabteilung und Sekretär des Gouvernement Kiew für bäuerliche Angelegenheiten der Gegenwart ernannt. 1866 wurde Kossatsch nach Nowohrad-Wolynskyj gesandt, um dort die Aufgaben des Vorsitzenden des Kongresses der Friedensvermittler zu übernehmen. Später hatte er in Kowel eine ähnliche Position inne. 1902 wurde er als Beamter mit besonderen Aufgaben in bäuerlichen Angelegenheiten unter dem Generalgouverneur von Kiew, Podolien und Wolyn nach Kiew versetzt.
Er publizierte auf eigene Kosten für Mykola Lyssenko, mit dem er befreundet war, dessen erste Liedersammlung. Des Weiteren gehörten Kostjantyn Mychaltschuk und Mychajlo Drahomanow zu seinem Freundeskreis. Zudem finanzierte er die meisten Veröffentlichungen der Werke seiner Verwandten (er war ihr erster Kritiker) sowie die weiterer ukrainischer Schriftsteller.
Petro Kossatsch starb 67-jährig in Kiew und wurde dort auf dem Baikowe-Friedhof bestattet.

## Familie
Petro Kossatsch war seit 1868 mit Olena Ptschilka, der Tochter von Petro Drahomanow und Schwester von Mychajlo Drahomanow, verheiratet. Gemeinsam hatten sie die folgenden Kinder: den Physiker, Meteorologen, Schriftsteller und Übersetzer Mychajlo Kossatsch (Михайло Петрович Косач; 1869–1903), die berühmte ukrainische Dichterin Lessja Ukrajinka (1871–1913), die Schriftstellerin, Literaturkritikerin und Bibliografin Olha Kossatsch-Krywynjuk (1877–1945), die Musikerin und Übersetzerin Oksana Kossatsch-Schymanowska (Оксана Петрівна Косач-Шимановська; 1882–1975), die Persönlichkeit des öffentlichen Lebens Mykola Kossatsch (Микола Петрович Косач; 1884–1937) sowie die Übersetzerin und Kulturaktivistin Isydora Kossatsch-Boryssowa (Ізидора Петрівна Косач-Борисова; 1888–1980).